# Miguel Tejada
Miguel Odalis Tejada (Baní, 25 maggio 1974) è un ex giocatore di baseball dominicano.
Militò per 16 anni nella Major League Baseball. Durante la carriera ricevette numerosi premi e riconoscimenti ma venne anche coinvolto in diverse controversie riguardanti principalmente l'uso di sostanze proibite (nel 2013 venne sospeso per 105 partite), ma anche controversie legate all'età e al nome, che furono scoperti non autentici nel 2008 da un giornalista di ESPN. Infatti il giocatore risultò all'anagrafe come Miguel Tejeda nato nel 1974, ovvero due anni prima di quanto dichiarato dallo stesso Tejada nel 1993, quando alla firma con gli Orioles dichiarò come data di nascita l'anno 1976.

## Carriera

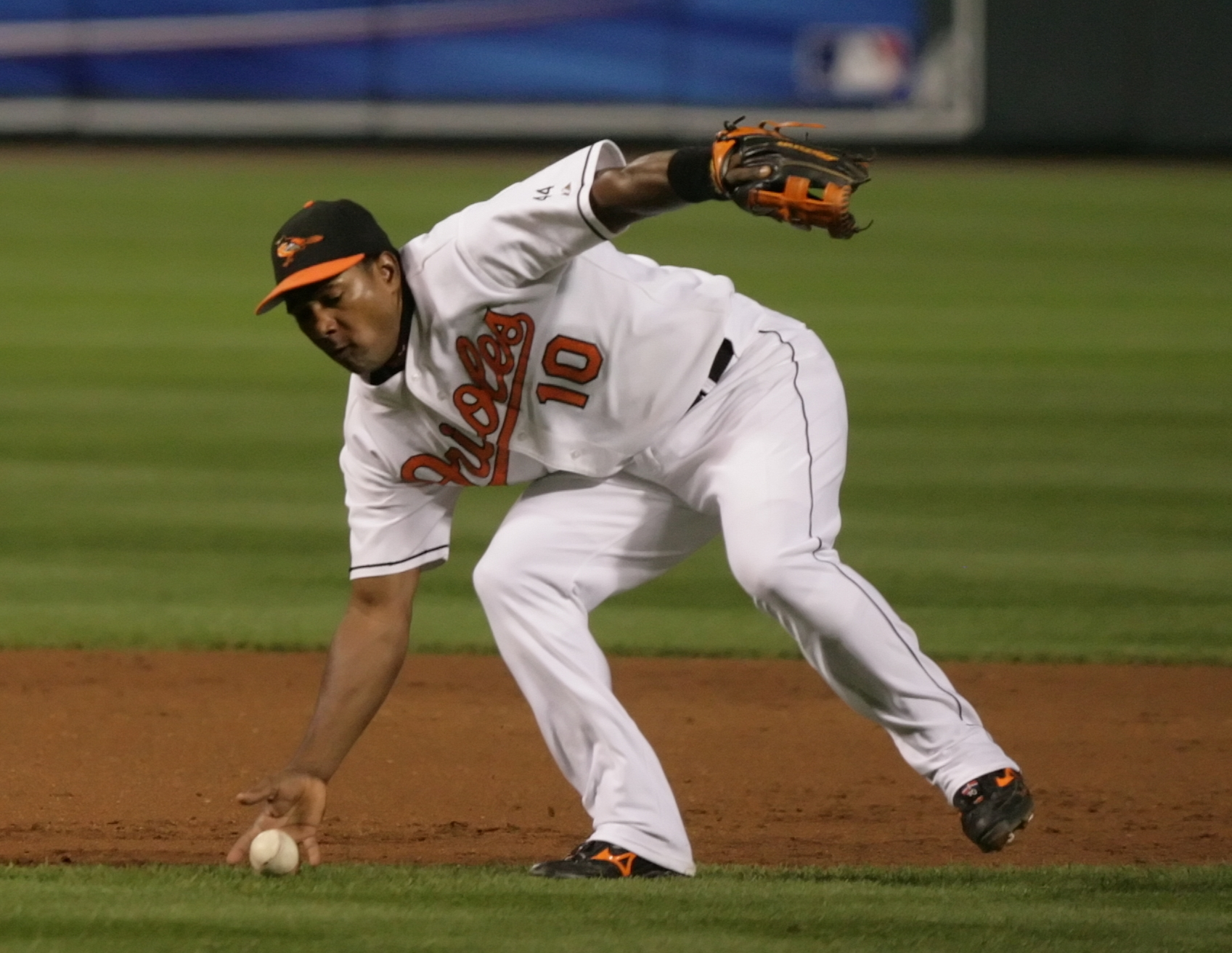
Tejada durante un'azione di gioco nel 2006

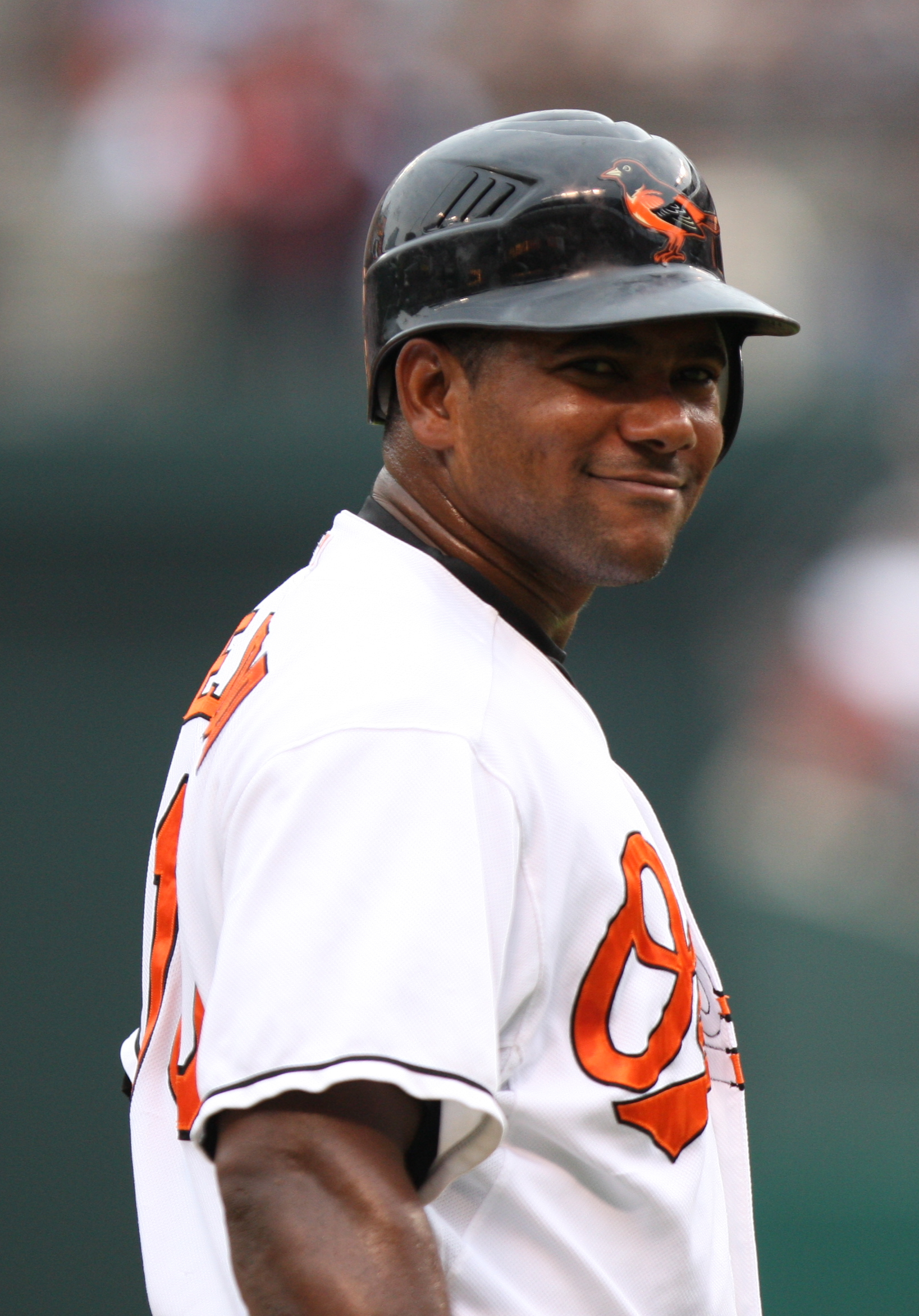
Tejada con gli Orioles nel 2007

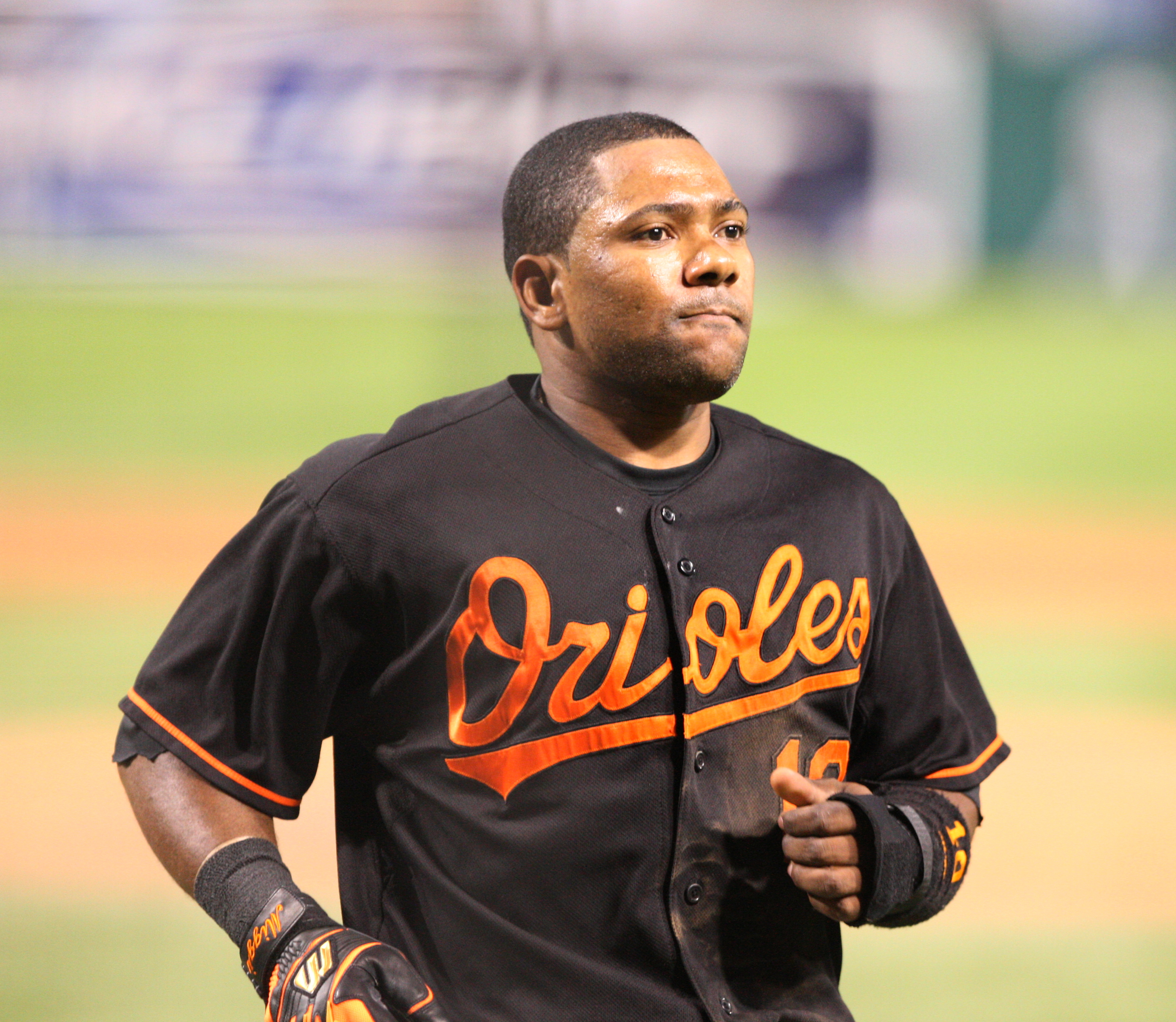
Tejada nel 2007

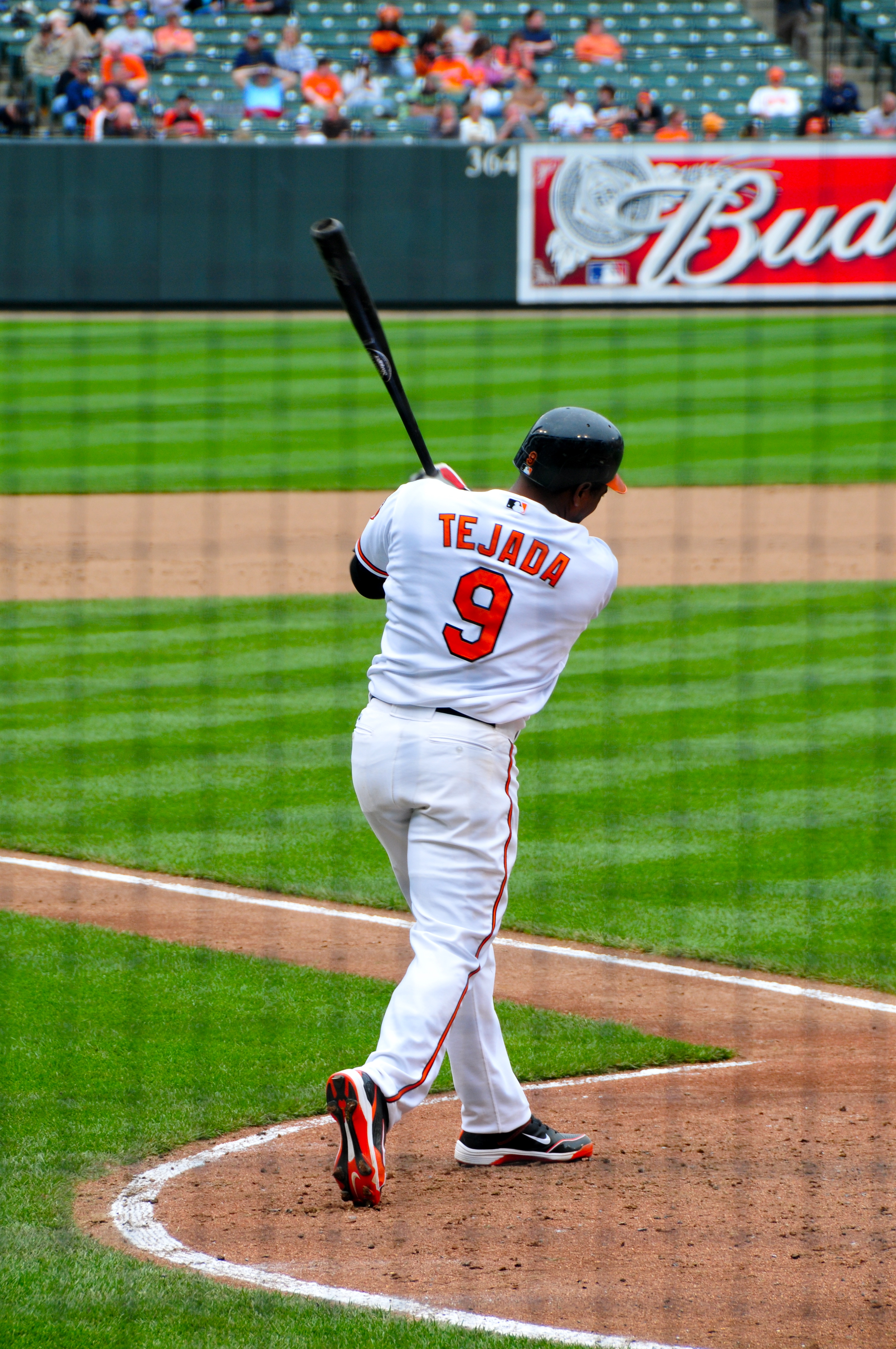
Tejada nel box di battuta nel 2010

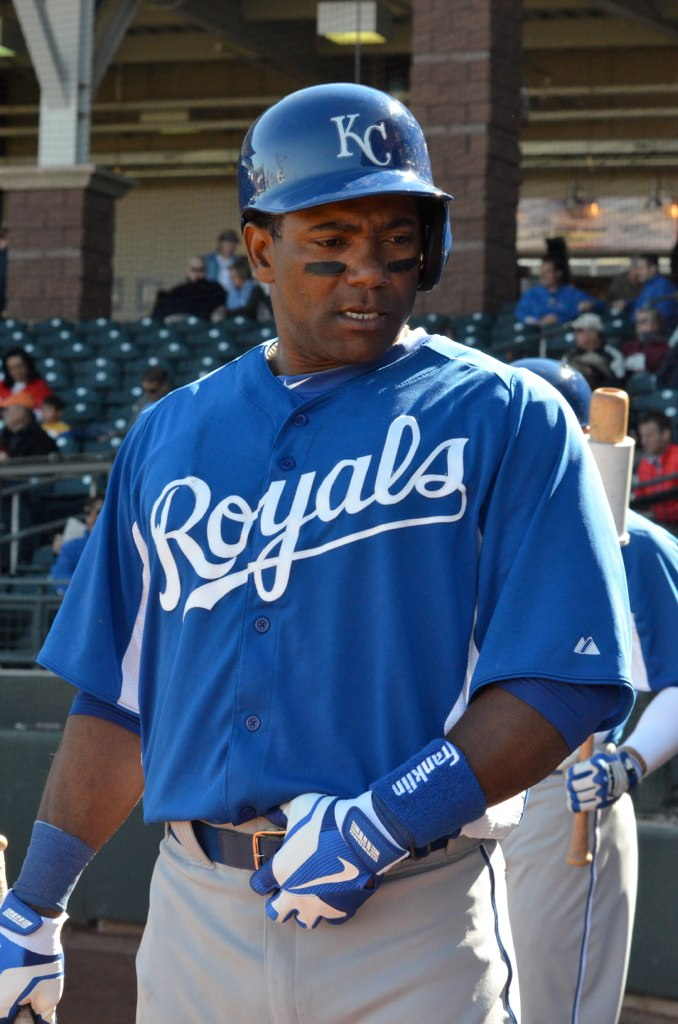
Tejada con i Royals nel 2013

### Minor League (MiLB)
Tejada firmò il 17 luglio 1993 come free agent internazionale con gli Oakland Athletics. Iniziò a giocare nel 1994 nella Dominican Summer League della classe Rookie. Nel 1995 venne assegnato nella classe A-breve. Nel 1996 venne promosso nella classe A-avanzata, dove disputò l'intera stagione. Iniziò la stagione 1997 nella Doppia-A.

### Major League (MLB)

#### Oakland Athletics (1997-2003)
Debuttò nella MLB il 27 agosto 1997, al Coliseum di Oakland contro i New York Yankees. Schierato come interbase titolare, apparve in cinque turni di battuta, subendo una eliminazione per strikeout. Il 28 agosto contro i Dodgers, realizzò la sua prima valida, un triplo. Il 29 agosto sempre contro i Dodgers, venne colpito da un lancio nel terzo turno di battuta e colpì il primo fuoricampo nel quarto. Nel turno successivo invece batté una valida, che gli fece ottenere il primo punto battuto a casa. Concluse la stagione con 26 partite disputate nella MLB e 128 nella Doppia-A.
Nel 1998 concluse la stagione con 105 presenze nella MLB e 16 nella minor league, di cui 15 nella Doppia-A e una nella Tripla-A.
Nel 2000, Tejada partecipò al suo primo post-stagione di quattro consecutivi, tutti con gli Athletics. Il giocatore offrì ottime prestazioni con una media battuta di .350, 7 valide, 5 punti, 2 basi su ball, un RBI. Gli Athletics vennero eliminati durante le division series (fatto che si ripeté anche nei tre anni successivi).
Durante le division series 2001, Tejada ottenne 9 basi totali, 6 valide, un punto e un RBI.
Durante la stagione 2002, partecipò al suo primo All-Star Game. Chiuse la stagione regolare con una media battuta di .308, 34 fuoricampo e 131 RBI e 204 valide mentre il post stagione lo chiuse con una media di .143, 4 RBI e 3 valide. Venne nominato MVP dell'American League al termine della stagione.
Durante le division series 2003, ebbe uno scarso rendimento chiudendo con una media battuta di 0.87, realizzando due valide e due RBI. Divenne free agent al termine della stagione.

#### Baltimore Orioles (2004-2007)
Il 18 dicembre 2003, Tejada firmò un contratto esennale dal valore complessivo di 72 milioni di dollari con i Baltimore Orioles.
Durante la stagione 2004, venne nominato per la seconda volta in carriera per l'All-Star Game e al termine della stagione venne premiato per la prima volta con il Silver Slugger Award.
Nel 2005, alla sua terza partecipazione nell'All-Star Game, venne nominato MVP dell'evento.
Nel 2006 giocò il suo quarto All-Star Game, il terzo consecutivo.

#### Houston Astros (2008-2009)
Il 12 dicembre 2007, gli Orioles scambiarono Tejada con gli Houston Astros, ottenendo come contropartita Matt Albers, Mike Costanzo, Troy Patton, Dennis Sarfate e Luke Scott.
In entrambe le stagioni disputate con gli Astros, venne convocato per l'All-Star game, che furono per lui gli ultimi disputati nella carriera. Divenne free agent al termine della stagione 2009.

#### Ritorno agli Orioles e San Diego Padres (2010)
Il 23 gennaio 2010, firmò di nuovo con gli Orioles, con un contratto annuale del valore di 6 milioni di dollari.
Il 29 luglio 2010, gli Orioles scambiarono Tejada con i San Diego Padres per il giocatore di minor league Wynn Pelzer. Divenne free agent a fine stagione.

#### San Francisco Giants (2011)
Il 2 dicembre 2010, Tejada firmò un contratto annuale del valore di 6.5 milioni di dollari con i San Francisco Giants, tuttavia venne designato per la riassegnazione il 31 agosto e svincolato l'8 settembre.

#### Minor league e Kansas City Royals (2012-2013)
Il 6 maggio 2012, Tejada firmò il suo terzo contratto con gli Orioles. Venne schierato unicamente nella Tripla-A e venne svincolato il 25 giugno, su sua richiesta.
Il 31 dicembre 2012, Tejada firmò un contratto di minor league con i Kansas City Royals per 1.1 milioni più 400.000 in caso di schieramento nella lista dei 40 giocatori della MLB.
Il 17 agosto 2013, venne sospeso per 105 partite per essere risultato positivo all'amfetamina, nello specifico adderall. Il giocatore affermò di avere il permesso medico della MLB utilizzando la sostanza a scopo terapeutico poiché affetto da disturbo da deficit di attenzione; ma il permesso scadde il 15 aprile e non lo rinnovo continuando a utilizzare la sostanza. Scelse di non appellarsi alla decisione della MLB.
Il 16 maggio 2014, Tejada firmò un contratto di minor league con i Miami Marlins. L'11 giugno, tornò disponibile dopo aver scontato la squalifica. Giocò in quattro partite nella Doppia-A e venne svincolato dalla franchigia il 2 agosto.

### Liga Mexicana de Béisbol (LMB)

#### Pericos de Puebla e ritiro (2015)
Nel 2015, Tejada giocò con i Pericos de Puebla della Liga Mexicana de Béisbol. Il 14 settembre 2015, annunciò il ritiro dal baseball professionistico, annunciando l'intenzione di partecipare all'imminente campionato invernale dominicano.
Fece effettivamente la sua ultima apparizione in campo, nel campionato invernale dominicano con gli Aguilas Cibaenas, il 21 dicembre dello stesso anno.

## Palmares

### Nazionale
- World Baseball Classic:  Medaglia d'Oro

Team Rep. Dominicana: 2013

### Individuale
- MVP dell'American League: 1

2002
- MLB All-Star: 6

2002, 2004, 2005, 2006, 2008, 2009
- MVP dell'All-Star Game: 1

2005
- Silver Slugger Award: 2

2004, 2005
- Capoclassifica dell'AL in punti battuti a casa: 1

2004
- Giocatore della settimana: 6

AL: 8 agosto 1999, 24 agosto 2003, 25 luglio e 26 settembre 2004, 23 aprile 2006
NL: 24 maggio 2009